# دیتر فیشر
دیتر فیشر (به آلمانی: Dieter Fischer) بازیکن فوتبال و هافبک اهل آلمان شرقی بود که از سال ۱۹۵۸ میلادی عضو تیم ملی فوتبال آلمان شرقی بوده‌است. وی در ۴ بازی ملی حضور داشته و در بازی‌های ملی‌اش گلی به ثمر نرساند. دیتر فیشر آخرین بازی ملی خود را در سال ۱۹۶۰ میلادی انجام داد.